# Raionul Krîvîi Rih, Dnipropetrovsk
Krîvîi Rih (în ucraineană Криворізький район, transliterat: Krîvorizkîi raion) este un raion în regiunea Dnipropetrovsk, Ucraina. Reședința sa este orașul regional Krîvîi Rih, care nu aparține raionului.

## Demografie
Componența lingvistică a raionului Krîvîi Rih
     Ucraineană (91,35%)
     Rusă (7,73%)
     Alte limbi (0,52%)
Conform recensământului din 2001, majoritatea populației raionului Krîvîi Rih era vorbitoare de ucraineană (91,35%), existând în minoritate și vorbitori de rusă (7,73%).